# Bréscia
Bréscia (em italiano: Brescia) é uma comuna italiana da região da Lombardia, província de Bréscia, com cerca de 187 567 habitantes. Estende-se por uma área de 90 km², tendo uma densidade populacional de 2 087 hab/km². Faz fronteira com Borgosatollo, Botticino, Bovezzo, Castel Mella, Castenedolo, Cellatica, Collebeato, Concesio, Flero, Gussago, Nave, Rezzato, Roncadelle, San Zeno Naviglio.
No Brasil existe uma cidade chamada Nova Bréscia (Rio Grande do Sul), cujo nome foi dado pelos colonizadores em homenagem a sua cidade de origem.
Era conhecida como Brixia durante o período romano.

## Toponímia
O nome da cidade, em italiano, é Brescia (pronunciada Brécha, conforme as regras gramaticais daquela língua). A origem do nome remete ao nome latino Brixia.
Os governos e meios de comunicação e imprensa de Portugal e Brasil adotam o nome Bréscia, como tal prescrito por prontuários, dicionários lusófonos e obras prescritivas. Em seu Dicionário Onomástico Etimológico da Língua Portuguesa, José Pedro Machado afirma carecer de "qualquer possibilidade de êxito" aquilo que afirma ser "tentativa chauvinista" de certos etimólogos de tentar "pretender pôr em uso" formas como Bríxia, diretamente resgatadas do latim morto, que não têm, porém, "qualquer audição", respaldo ou "direito de domicílio em português".

## Demografia
| Variação demográfica do município entre 1861 e 2011                               |
|                                                                                   |
| Fonte: Istituto Nazionale di Statistica (ISTAT) - Elaboração gráfica da Wikipedia |

## Patrimônio Mundial
A área monumental do Fórum romano e o complexo monástico de São Salvador-Santa Júlia são parte de um grupo de edifícios históricos chamado "Lombardos na Itália. Locais do poder (568-774)", que se tornou Património Mundial da UNESCO em 2011.